# Massachusetts' kongresvalgdistrikter
Massachusetts' kongresvalgdistriker har efter folketællingen i 1890 været nummereret fra vest mod øst. Denne nummerering blev første gang anvendt til USA's 53. kongres i 1893, således at første distrikt er (Berkshire County) og distriktet med det højeste nummer er Cape Cod mod øst.
Før da var distriktsnummereringen ikke så fastlagt, men gik sommetider i den modsatte retning fra øst mod vest, og andre gange gik den i retning mod uret i en cirkel rundt om Boston.

## Nuværende distrikter
- 01. distrikt, repræsenteret af Richard Neal (D)
- 02. distrikt, repræsenteret af Jim McGovern (D)
- 03. distrikt, repræsenteret af Niki Tsongas (D)
- 04. distrikt, repræsenteret af Joseph P. Kennedy III (D)
- 05. distrikt, repræsenteret af Ed Markey (D)
- 06. distrikt, repræsenteret af John Tierney (D)
- 07. distrikt, repræsenteret af Mike Capuano (D)
- 08. distrikt, repræsenteret af Stephen Lynch (D)
- 09. distrikt, repræsenteret af Bill Keating (D)

## Historiske forhold
Ud over de nuværende ti distrikter, har hele staten en enkelt gang udgjort et samlet distrikt, Massachusetts helstatsvalgdistrikt (Massachusetts's At-large congressional district), nemlig i perioden 4. marts 1793 – 3. marts 1795.
Staten har desuden haft yderligere ti distrikter, nummereret fra 11-20, som på forskellige tidspunkt er blevet nedlagt eller ændret. En del blev i 1820 overført til Maine. De tidligere præsidenter John Quincy Adams og John F. Kennedy har begge repræsenteret det nedlagte 11. distrikt.

### Historisk fordeling af antal sæder
| Folketælling År | Befolkning (resident) | Antal repræsentanter | Vælgerantal pr. repræsentant (Massachusetts) | Vælgerantal pr. repræsentant (hele USA) |
| --------------- | --------------------- | -------------------- | -------------------------------------------- | --------------------------------------- |
| 1789            | Ingen tælling         | 8                    | N/A                                          | N/A                                     |
| 1790            | 378.787               | 14                   | 27.056                                       | 30.000                                  |
| 1800            | 422.845               | 17                   | 24.873                                       | 33.000                                  |
| 1810            | 472.040               | 20                   | 23.602                                       | 35.000                                  |
| 1820            | 523.287               | 13                   | 40.253                                       | 40.000                                  |
| 1830            | 610.408               | 12                   | 50.867                                       | 47.700                                  |
| 1840            | 737.699               | 10                   | 73.770                                       | 70.680                                  |
| 1850            | 994.514               | 11                   | 90.410                                       | 93.425                                  |
| 1860            | 1.231.066             | 10                   | 123.107                                      | 127.381                                 |
| 1870            | 1.457.351             | 11                   | 132.486                                      | 131.425                                 |
| 1880            | 1.783.085             | 12                   | 148.590                                      | 151.912                                 |
| 1890            | 2.238.947             | 13                   | 172.227                                      | 173.901                                 |
| 1900            | 2.805.346             | 14                   | 200.381                                      | 194.182                                 |
| 1910            | 3.366.416             | 16                   | 210.401                                      | 212.407                                 |
| 1920            | 3.852.356             | 16                   | N/A                                          | N/A                                     |
| 1930            | 4.249.614             | 15                   | 283.307                                      | 280.675                                 |
| 1940            | 4.316.721             | 14                   | 308.337                                      | 301.164                                 |
| 1950            | 4.690.514             | 14                   | 335.037                                      | 344.587                                 |
| 1960            | 5.148.578             | 12                   | 429.048                                      | 410.481                                 |
| 1970            | 5.689.170             | 12                   | 477.223                                      | 469.088                                 |
| 1980            | 5.737.093             | 11                   | 521.549                                      | 519.235                                 |
| 1990            | 6.016.425             | 10                   | 602.905                                      | 572.466                                 |
| 2000            | 6.349.097             | 10                   | 635.557                                      | 646.952                                 |
| 2010            | 6.547.629             | 9                    | 728.849                                      | 710.767                                 |